# صميم البروتين الشحمي E
صميم البروتين الشحمي E (بالإنجليزية: Apolipoprotein E)‏ واختصارا APOE هو بروتين له دور في أيض الدهون في الجسم، وله علاقة بمرض آلزهايمر والأمراض القلبية الوعائية.
ينتمي صميم البروتين الشحمي E إلى عائلة من البروتينات المرتبطة بالدهن تسمى صميمات البروتين الشحمي. ويتواجد كجزء من عدة أقسام من البروتينات الشحمية، بما في ذلك بقايا كيلومكرون، VLDL، IDL وبعض HDL. يتآثر هذا البروتين بشكل معتبر مع مستقبل البروتين الدهني منخفض الكثافة (LDLR) الضروري للمعالجة الطبيعية (تقويض) للبروتينات الشحمية الغنية بثلاثي الغليسريد. في الأنسجة المحيطية، يُنتَج APOE أساسا بواسطة الكبد والبلعميات الكبيرة ويتوسَّط أيض الكولسترول. في الجهاز العصبي المركزي، يُنتج APOE أساسا بواسطة الخلايا النجمية وينقل الكولسترول إلى العصبونات عبر مستقبلات صميم البروتين الشحمي E والتي هي أعضاء من عائلة جينات مستقبلات البروتين الدهني منخفض الكثافة. صميم البروتين الشحمي E هو حامل الكولسترول الرئيسي في الدماغ. يمكن اعتبار APOE كنقطة مراقبة مثبطة للمسار التقليدي المتمم عبر تكوُّنٍ معقدٍ مع C1q.

## البنية

### الجين
تمت موضعة APOE في الصبغي 19 في تكتل مع جين صميم البروتين الشحمي C1‏ (APOC1) وصميم البروتين الشحمي C2‏ (APOC2). يتكون جين صميم البروتين الشحمي E من أربعة إكسونات وثلاثة إنترونات بمجموع 3597 زوج قاعدي. يُنشَّط نسخ جين APOE بواسطة مستقبل إكس الكبدي (منظم مهم لاستباب الكولسترول، الأحماض الدهنية والجلوكوز) والمستقبل المنشط بمكاثر البيروكسيسوم غاما، وهما مستقبلان نوويان يشكلان مثنويات متغايرة مع مستقبلات إكس الريتينويدية. في الخلايا الميلانينية يمكن أن يُنظم التعبير عن جين APOE بواسطة
MITF [الإنجليزية].

### البروتين
طول بروتين صميم البروتين الشحمي E هو 299 حمض أميني ويحتوي على عدة لوالب ألفا مزدوجة الألفة. تبعا لدراسات علم البلورات، تربط منطقة مفصلية بين المنطقتين الكربوكسيلية والأمينية. تشكل النهاية الأمينية (الوحدات 1-167) حزمة لولبية [الإنجليزية] من أربع لوالب متضادة التوازي بحيث تقابل الجوانبُ غيرُ القطبيةِ داخل البروتين. يحتوي النطاق الكربوكسيلي (206-299) ثلاث لوالب ألفا تُشكل مساحة كبيرة مكشوفة كارهة للماء تتآثر مع نطاق الحزمة اللولبية الخاصة بالنهاية الأمينية عبر روابط هيدروجينية وجسور ملحية. تحتوي منطقة النهاية الكربوكسيلية موقع ارتباط مستقبل بروتين دهني منخفض الكثافة.

### تعدد الأشكال
صميم البروتين الشحمي E متعدد الأشكال، وله ثلاث ألائل رئيسية (إبسيلون 2، إبسيلون 3، إبسيلون 4) حيث يحتوي الأليل APOE-ε2 (سيستئين في الموضع 112، وسيستئين في الموضع 158) والأليل APOE-ε3 (سيستئين في 112 وأرجنين في 158) والأليل APOE-ε4 (أرجنين في 112 وأرجنين في 158). ورغم أن هذه الألائل تختلف عن بعضها البعض في حمض أو حمضين أمينيين فقط في الوضعيتين 112 و158، إلا أن هذه الاختلافات تغير بنية ووظيفة صميم البروتين الشحمي E.
| الشكل أو الأليل                  | تواتر الأليل عالميا | البروتين وصلته بالمرض |
| -------------------------------- | ------------------- | --- |
| إبسيلون 2 (rs7412-T, rs429358-T) | 8.4%                | يرتبط هذا النظير من صميم البروتين بشكل ضعيف مع مستقبلات سطح الخلية، بينما يرتبط إبسيلون 3 وإبسيلون 4 جيدا. إبسيلون 2 مرتبط بزيادة وانخفاض خطر تصلب الشرايين. الأفراد الذين يملكون توليفة E2/E2 (يملكون نسختين من هذا الأليل) قد يهضمون الأغذية الدهنية ببطء ويكونون عرضة بنسبة أكبر لأمراض وعائية مبكرة مثل الاضطراب الجيني شذوذ البروتين الشحمي بيتا في الدم العائلي [الإنجليزية]، 94.4% من المعانين من هذا المرض هم من فئة E2/E2 لكن حوالي 2% فقط من فئة E2/E2 يطورون هذا المرض، لذلك على الأرجج يوجد دور لعوامل أخرى بيئية وجينية في حدوثه (مثل الكولسترول في الغذاء والسن). إبسيلون 2 له دور كذلك في مرض باركنسون، لكن هذه النتائج لم يُتوصل إليها مجددا في دراسة ذات صلة شملت عدد أفراد أكبر. |
| إبسيلون 3 (rs7412-C, rs429358-T) | 77.9%               | يُعتبر هذا النظير هو النمط الجيني "المحايد" لجين صميم البروتين الشحمي E. |
| إبسيلون 4 (rs7412-C, rs429358-C) | 13.7%               | إبسيلون 4 له دور في تصلب الشرايين، مرض آلزهايمر، اعتلال الوظيفة الإدراكية، انخفاض حجم قرن آمون، فيروس الإيدز، التقدم السريع للمرض في التصلب المتعدد، نتيجة غير مواتية بعد إصابة دماغية رضية، أمراض نقص التروية الدماغية الوعائية، انقطاع النفس النومي، انقصار القسيمات الطرفية المتسارع، انخفاض النمو الخارجي للمعصاب [الإنجليزية]، وكوفيد 19. ميزة إيجابية لأليل E4 (مقارنة بـE2 وE3) هي ارتباطه الإيجابي مع مستويات عالية من فيتامين دي، الأمر الذي يمكن أن يشرح انتشاره رغم دوره الظاهر في مختلف الأمراض والاضطرابات. |